# Luoghi di Battlestar Galactica
La serie televisiva Battlestar Galactica è ambientata in un ampio universo immaginario, che fa da scenario agli eventi narrati.

## Pianeti immaginari

### Kobol
Kobol è il pianeta ancestrale dei Coloniali e uno dei due pianeti conosciuti in cui gli umani si sono evoluti naturalmente. Kobol è un mondo verdeggiante di mari e continenti. Le Sacre Pergamene parlano anche di una Tredicesima Tribù che partì da Kobol circa 4000 anni fa per colonizzare un pianeta noto come Terra. Sebbene le Dodici Tribù in seguito interpretarono che la Tredicesima era umana, erano in realtà Cyloni umanoidi creati dagli umani di Kobol. All'incirca 2000 anni fa un evento catastrofico ha spinto l'umanità a lasciare Kobol e stabilirsi sulle Dodici Colonie. Al momento della riscoperta di Kobol da parte del Galactica, il pianeta sembra essersi ripreso dalla catastrofe. Sulla superficie, solo le rovine rimangono della grande civiltà che esisteva in precedenza.
I Messaggeri furono testimoni della civiltà di Kobol, e osservarono gli stessi ideali là come più tardi avrebbero fatto sulle Dodici Colonie e sulla Terra: "commercialismo, decadenza, tecnologia sfrenata".
Anche gli Dei di Kobol sembrano averlo abbandonato. Non è chiaro se siano partiti da Kobol con le tribù, anche se le Sacre Pergamene dicono che Atena si è uccisa dal dolore per il Grande Esodo, suggerendo che alcuni Dei o umani siano rimasti per registrare la morte prima di seppellire Atena e andarsene. Le Sacre Pergamene dicono anche che Zeus avvertì i capi delle tribù che qualsiasi ritorno a Kobol avrebbe portato con sé un costo in sangue.
Durante il tempo in cui gli uomini vivevano su Kobol, furono scritti molti testi, alcuni dei quali sono sopravvissuti nel tempo e sono considerati artefatti religiosi o come la documentazione di miti e leggende. Questi testi sono stati raccolti nelle Sacre Pergamene. Queste sono la principale fonte di informazioni su Kobol per i Coloniali, ma pochi fatti concreti rimangono. Tra questi scritti primeggia il Libro di Pythia, scritto 1600 anni prima del Grande Esodo.
Il Messaggero che appare a Gaius Baltar gli dice che il sacrificio umano era praticato su Kobol, e che le anime di tutti coloro che muoiono lì sono perse per sempre perché Dio gli ha voltato le spalle. Afferma che le scritture coloniali sono errate nella loro descrizione della vita su Kobol, nascondendo verità più oscure.
La sua posizione è rimasta sconosciuta fino a quando non viene trovata dalla Flotta. Le carte stellari coloniali lo collocano nel Settore 728 della galassia.
Le scene su Kobol sono state girate a Widgeon Slough, nel Parco provinciale di Pinecone Burke e a Port Coquitlam, nella Columbia Britannica.

#### Città degli Dei
La Città degli Dei era la città centrale di Kobol nei tempi antichi. Si trova nell'emisfero settentrionale, a sua volta dominata dal Forum, dal Tempio e dal Teatro dell'Opera, strutture che sono state duplicate su Caprica nella città di Delphi. Si dice fosse la culla dell'umanità e il luogo in cui "gli dei e l'uomo vivevano in paradiso" prima dell'esodo delle dodici tribù. Era una città popolosa - piena di grattacieli, autostrade, parchi ricreativi, forum, templi e aveva un sistema fluviale gemellare che la attraversava, come raffigurato nelle visioni e nelle Sacre Pergamene. L'unica parte ancora visibile sono le rovine dell'Opera. 

#### Tomba di Atena
Secondo le Sacre Scritture, quando l'umanità venne cacciata da Kobol, Atena si gettò da una montagna dalla disperazione. La Flotta Coloniale riesce a raggiungere Kobol e la Presidente Roslin decide di mandare una spedizione per trovare la Tomba, che secondo la leggenda avrebbe «puntato in direzione della Terra». Un gruppo di persone raggiunge la tomba, situata all'interno di una montagna, e al suo interno ripone la freccia di Apollo nelle mani della statua di Sagittario. In una concatenazione di eventi, il gruppo si ritrova trasportato su un'altura ricca d'erba circondata da enormi megaliti su cui sono incisi i simboli dello zodiaco, e si rende conto di poggiare i piedi sul pianeta Terra.
Per raggiungere la Tomba di Atena, è necessario passare per i Cancelli di Hera, un passaggio tra due vette di Kobol. Le due montagne gemelle che racchiudono i Cancelli di Hera sono state riprese a Vancouver, nella Columbia Britannica, e corrispondono a due vette chiamate The Lions.

### Le Dodici Colonie di Kobol
Circa 2000 anni prima degli eventi narrati nella miniserie, dodici delle tredici tribù umane vennero cacciate da Kobol e colonizzarono dodici pianeti. Inizialmente le colonie agirono come singole nazioni indipendenti; i loro nomi e stendardi corrispondevano a quelli delle dodici antiche tribù, anche se si modificarono leggermente nel corso del tempo. In seguito alla guerra cylone, i pianeti decisero di unirsi in una repubblica federale, firmando gli Articoli di Colonizzazione e prendendo il nome di "Dodici Colonie di Kobol". L'anniversario della firma degli Articoli è festeggiato come Giorno Coloniale.
| Segno zodiacale | Costellazione | Nome (1978) | Nome (2003) | Bandiera                    | Capitale     | Dio patrono | Soprannome                       |
| --------------- | ------------- | ----------- | ----------- | --------------------------- | ------------ | ----------- | -------------------------------- |
| Ariete          | Ariete        | Aeries      | Aerilon     |                             | Gaoth        | Demetra     | Il cesto di cibo delle Colonie   |
| Aquario         | Aquario       | Aquarus     | Aquaria     | Aquarion Colony Flag Icon   | Heim         | Ermes       | La Colonia Ghiacciata            |
| Cancro          | Cancro        | Orion       | Canceron    | Canceron Colony Flag Icon   | Hades        | Efesto      | La più grande democrazia         |
| Capricorno      | Capricorno    | Caprica     | Caprica     | Caprica Colony Flag Icon    | Caprica City | Apollo      | La capitale delle Colonie        |
| Gemelli         | Gemelli       | Gemoni      | Geminon     | Gemenon Colony Flag Icon    | Oranu        | Era         | La prima Colonia                 |
| Leone           | Leone         | Leonis      | Leonis      | Leonis Colony Flag Icon     | Luminere     | Artemide    | Il Cuore delle Colonie           |
| Bilancia        | Bilancia      | Libris      | Libran      | Libran Colony Flag Icon     | Themis       | Atena       | La colonia della giustizia       |
| Pesci           | Pesci         | Piscera     | Picon       | Picon Colony Flag Icon      | Queenstown   | Poseidone   | La colonia oceanica              |
| Sagittario      | Sagittario    | Sagitara    | Sagittarian | Sagittaron Colony Flag Icon | Tawa         | Zeus        | La colonia solitaria             |
| Scorpione       | Scorpione     | Scorpion    | Scorpia     | Scorpia Colony Flag Icon    | Celeste      | Dioniso     | Il parco giochi delle Colonie    |
| Toro            | Toro          | Taura       | Tauron      | Tauron Colony Flag Icon     | Hypatia      | Marte       | La Vecchia Colonia               |
| Vergine         | Vergine       | Virgon      | Virgon      | Virgon Colony Flag Icon     | Boskirk      | Estia       | Virgon Imperiale; La Colonia Blu |

#### Terra (Tredicesima Tribù)
La leggenda della Terra inizia 4000 anni fa su Kobol, dove le Scritture narrano dell'esodo di una tredicesima tribù di umani durante un periodo di grandi tumulti in tutto il pianeta. Si dice che "hanno viaggiato lontano e hanno fatto la loro casa su un pianeta chiamato Terra, che orbitava una stella lontana e sconosciuta". Mentre non molti credevano in precedenza nella Terra, ci sono artefatti che sembrano indicare la direzione generale verso il pianeta. Queste voci sono state successivamente confermate dopo la caduta delle Colonie. 
Per quasi duemila anni, la Tredicesima Tribù fiorì sul pianeta, creando una civiltà paragonabile alle Dodici Colonie prima della loro caduta, compreso lo sviluppo della propria robotica e dell'intelligenza artificiale. All'insaputa dei Coloniali e della maggior parte dei Cyloni, la Tredicesima Tribù era una razza di esseri artificiali in carne ed ossa molto simile ai Cyloni umanoidi, creati su Kobol migliaia di anni fa. Originariamente si basavano sulla tecnologia di resurrezione per scaricare la mente in nuovi corpi dopo la loro morte. Tuttavia, qualche tempo dopo aver lasciato Kobol, hanno acquisito la capacità di riprodursi sessualmente e la tecnologia è caduta fuori uso.
Circa 2000 anni fa, le creazioni robotiche della tribù si ribellarono contro i loro creatori, in un atto di distruzione mutua assicurata. L'attacco ha colto di sorpresa la popolazione, con molti al lavoro o attività piacevoli. Tuttavia, prima dell'apocalisse, cinque individui hanno iniziato a vedere visioni di strane persone che li avvertivano del cataclisma imminente. I cinque hanno lavorato sodo per ricreare la tecnologia di trasferimento di memoria organica e hanno costruito una nave in orbita per portare avanti i loro esperimenti. Dopo la loro morte, i cinque furono resuscitati su questa nave, e optarono per seguire il percorso originale della Tribù da Kobol, lasciandosi la Terra alle spalle.
Alla fine della guerra, nessun sopravvissuto è rimasto su entrambi i lati e la Terra è rimasta bruciata e irradiata. Nonostante la persistente contaminazione radioattiva, la vita vegetale tornò gradualmente. Una grande città sul pianeta visitata da Coloniali e Cyloni ribelli era in gran parte sommersa dall'acqua e parzialmente sepolta nella sabbia.
Incapace di sostenere la vita umana, il pianeta è abbandonato giorni dopo la sua scoperta e probabilmente non sarà mai più visitato

#### Nuova Terra
Nell'ultimo episodio della serie, L'ultimo salto, Scorpion conduce la Flotta Coloniale verso un pianeta del sistema solare, la Terra, e le astronavi atterrano sul continente africano. 
Come visto nell'ultimo episodio della quarta stagione, le coordinate FTL per la Terra sono 1123,6536,5321. 
Dopo la ricognizione coloniale del pianeta, si scopre che la Terra ha una vasta gamma di animali selvatici, più delle Dodici Colonie messe insieme. Presenta anche una razza di umanoidi primitivi cacciatori-raccoglitori, che si sono evoluti qui separatamente da quelli su Kobol. Dopo ulteriori studi, questi umanoidi vengono scoperti compatibili con il DNA coloniale, il che apre la possibilità a Coloniali e Cyloni di incrociarsi con loro.
Con il Galactica in pezzi e la Flotta Coloniale che non è messa meglio, si decide che il pianeta sarà insediato, con i Cyloni rimanenti che presto si uniranno a loro. I piani per la costruzione di nuove città vengono presto abbandonati in favore di un nuovo inizio nel tentativo di interrompere il ciclo storico della violenza. Le unità coloniali esplorano il pianeta e alla fine determinano la migliore possibilità di sopravvivenza per dividere i sopravvissuti in gruppi e diffonderli in diversi siti in tutto il mondo. Queste posizioni sono documentate e presentate a ciascuno dei gruppi per uso futuro. Dopo che i sopravvissuti hanno allestito i loro campi, la flotta e qualsiasi altra tecnologia avanzata sono distrutte. I coloni hanno battezzato questo nuovo pianeta "Terra", in onore della terra promessa che hanno inseguito per quattro anni.
I colonizzatori sopravvissuti di Coloniali e Cyloni e i loro discendenti iniziano l'incrocio con gli umanoidi indigeni, creando una nuova razza, con il primo ibrido umano-Cylone, Hera Agathon, che diventa "Eva mitocondriale", il più recente antenato matrilineare comune di tutti gli esseri umani viventi. I suoi resti fossilizzati sono scoperti circa 150.000 anni dopo, nel periodo in cui un'altra società umana avanzata è sull'orlo delle grandi scoperte della robotica - proprio come le Dodici Colonie, la prima Terra, e Kobol prima di loro.

### Colonia cylone
La Colonia è una grande struttura biomeccanica simile nella composizione alle Navibase. Dopo gli Accordi di Pace di Cimtar, gli Ultimi Cinque e i Centurioni (con l'eccezione dei Guardiani) si ritirarono in questo luogo. 
La struttura è stata costruita attorno alla nave originale che gli Ultimi Cinque usarono per recarsi nelle Dodici Colonie dalla Terra.
La struttura espansa era "la casa" degli umanoidi e dei centurioni Cyloni dopo la guerra. Gli otto modelli umanoidi numerati furono presumibilmente sviluppati da Anders, Foster, Tigh e Tyrol. La loro attrezzatura di resurrezione originale era ancora sulla Colonia.
Quando i Cyloni si prepararono ad attaccare le Colonie, radunarono qui la loro massiccia flotta e saltarono direttamente dalla Colonia alle Dodici Colonie.
La colonia cadde nelle mani dei Numeri Uno/Cavil dopo che avevano usurpato gli ultimi cinque. Prima della guerra civile Cylone, Cavil mantiene segreta la colonia. Cavil sposto la colonia poco prima dell'inizio della guerra civile, indicando che la struttura è dotata di FTL. È posizionata in un'orbita stabile all'interno del disco di accrescimento di una singolarità nuda.
La colonia funge da base di partenza per gli uni, i quattro, i cinque e il boomer. Hera Agathon viene portata nella Colonia per la sperimentazione, per determinare cosa la rende un ibrido umano-Cylone di successo e replicarla.
Ci sono entrambi i Caccia Cyloni di modello originale (i caccia meccanici da combattimento che richiedono piloti) e i nuovi modelli Raider autonomi all'interno della Colonia, e sia le unità 0005 sia le unità Centurione aggiornate. I sistemi della Colonia sono controllati da più ibridi. È equipaggiata con una vasta gamma di difese a punti a quadriciclo e batterie a pistole pesanti a canna singola.
La colonia viene distrutta quando il cadavere di Margaret Edmonson lancia inavvertitamente diverse armi nucleari dal suo Raptor, causando danni ingenti e la perdita dell'orbita stabile attorno alla singolarità.
La battaglia finale tra umani e Cyloni, la Battaglia della Colonia, si svolge qui quando il Galactica lancia una missione di salvataggio per Hera Agathon. Tra i morti nella battaglia ci sono numerosi Centurioni, almeno tre Doral, tre Simon, Cavil e Boomer, così come tutti quelli che sono a bordo della struttura quando cade nel buco nero.

### New Caprica
New Caprica è un pianeta scoperto e colonizzato dalla flotta coloniale, è un mondo freddo con un clima rigido, e solo il 20% della superficie - una piccola fascia temperata attorno all'equatore - è abitabile. Il pianeta si trova in un sistema avvolto da una nebulosa densa che rende il DRADIS quasi inutile. Ciò rende il pianeta strategicamente attraente; teoricamente, proteggerebbe un insediamento dal rilevamento dei Cyloni indefinitamente. È solo dopo che la nave di lusso Cloud 9 è stata distrutta in un'esplosione nucleare che i Cyloni rilevano la risultante firma delle radiazioni e la rintracciano a New Caprica, dove attende una popolazione militare e civile impreparata.
Margaret "Racetrack" Edmondson scopre il pianeta dopo che il suo Raptor salta accidentalmente alle coordinate sbagliate mentre è in missione di salvataggio a Caprica.
Eccitata dalla sua scoperta, Racetrack ritorna alla Pegasus con le letture dei sensori che ha raccolto. La semplice prospettiva di mettere piede su un pianeta causa un grande dibattito all'interno della Flotta, dividendola rapidamente in due fazioni: coloro che desiderano smettere di scappare dai Cyloni e colonizzare il pianeta e coloro che vogliono continuare la loro ricerca della Terra.
Dato il clima rigido del pianeta, la presidente Laura Roslin descrive la colonizzazione come non realistica. Tuttavia, la scoperta di New Caprica coincide con l'imminente elezione presidenziale. Il candidato presidenziale Gaius Baltar e il suo ex compagno Tom Zarek afferrano la colonizzazione come una questione di sopravvivenza, offrendo alla flotta la prospettiva di una casa, secondo la presunzione che i Cyloni non saranno in grado di penetrare nella nebulosa. Roslin non è d'accordo con questa valutazione, ma la maggior parte dei sopravvissuti trova l'idea di colonizzare il pianeta favorevole. Baltar e Zarek vincono l'elezione e Il primo ordine esecutivo del presidente Baltar è quello di iniziare la transazione, ponendo fine alla ricerca della Terra da parte della flotta.
Quattro mesi dopo l'occupazione Cylone di New Caprica, i militari coloniali sopravvissuti tentano di liberare la colonia, conducendo alla Battaglia di New Caprica.

#### New Caprica City
New Caprica City è una piccola città su New Caprica costruita dopo l'inaugurazione del presidente Gaius Baltar. La città è situata nella foce di un fiume.
Con una popolazione di 39.192 abitanti, New Caprica City è essenzialmente una baraccopoli con edifici di fortuna e tende, con un piccolo numero di edifici costruiti da navi atterrate sul pianeta. 
Il mercato della città, la zona comune e i campi sportivi si trovano vicino alle navi. Il Coloniale Uno, la Astral Queen, una navetta atmosferica e una navetta coloniale sono posizionate appena fuori città. L'ex presidente Laura Roslin dirige la scuola elementare della città.
L'occupazione dei Cyloni provoca alcuni cambiamenti sul volto della città. Mentre gli umani vivono ancora in una baraccopoli dotato di un piccolo mercato, i Cyloni hanno costruito alcune strutture permanenti. Il più grande di questi è il nuovo centro di detenzione di New Caprica, una struttura in cemento che domina l'orizzonte della città. Laura Roslin e Saul Tigh sono imprigionati per un certo periodo in celle sotterranee nel seminterrato della prigione. Uno di questi è stato trasformato in un appartamento ammobiliato occupato da Leoben Conoy e Kara Thrace.
Viene costruita anche una stazione di distribuzione di energia i cui generatori sono stati distrutti nel secondo attentato suicida della resistenza, togliendo l'energia a metà della città. Oltre a queste strutture, numerose torri di osservazione, gestite da Centurioni, sono state costruite in punti in tutta la città. Di notte, le luci di ricerca di queste torri illuminano le strade e le tende sottostanti.
La città è abbandonata sia dai Cyloni che dai Coloniali in seguito al ritorno del Galactica e alla battaglia di New Caprica.

### Pianeta delle alghe
Il pianeta delle Alghe è un pianeta collocato presso un ammasso stellare nebuloso, ricco di piante acquatiche e in particolare di alghe. I sopravvissuti della Flotta Coloniale si fermano sul pianeta proprio alla ricerca di queste ultime, durante una carestia. Alcune astronavi atterrano su un'immensa regione deserta, e istituiscono un campo base temporaneo.
Sul pianeta Capo Tyrol si ritrova misteriosamente attratto da un luogo, che verrà identificato come il Tempio dei Cinque. Successivamente i sopravvissuti sono quindi portati a credere che il pianeta fosse stato in passato una colonia della Tredicesima tribù di Kobol.
La Flotta è costretta ad abbandonare il pianeta quando la stella attorno alla quale orbita esplode trasformandosi in una giovane nebulosa.
Le scene esterne sul pianeta Algae sono state girate a Kamloops, nella Columbia Britannica.

#### Tempio dei Cinque
Il Tempio dei Cinque (chiamato inizialmente Tempio delle Speranze) è il luogo menzionato nei Testi Sacri che contiene l'Occhio di Giove, un antico artefatto che indicherebbe la via verso il pianeta Terra. Quando il Tempio viene distrutto dall'esplosione della supernova, viene rivelato che l'Occhio è la stella stessa attorno a cui orbita il pianeta.
Il Tempio era stato costruito 4000 anni prima dell'esplosione della supernova dai cinque preti di "Colui il cui nome non deve essere nominato", che facevano parte di un culto eretico.
Il macchinario all'interno del Tempio venne creato per interagire con il Prescelto. D'Anna Biers (Numero Tre) e Gaius Baltar si recano entrambi sul luogo, e la prima ha una visione onirica degli Ultimi Cinque. Gaius si convince di essere il Prescelto ma non riesce ad averne conferma perché D'Anna a causa del grosso sforzo psicofisico morirà tra le sue braccia. Rimasto solo Gaius Baltar viene trovato da Galen Tyrol che lo cattura e lo riporta sul Galactica.

## Altro

### Ancoraggio Ragnar
L'Ancoraggio Ragnar è una stazione di rifornimento orbitale e armeria navale, sospesa nell'atmosfera superiore del gigante gassoso Ragnar, che distilla gli idrocarburi dall'atmosfera superiore del pianeta. L'Ancoraggio è molto probabilmente un residuo della Guerra cylone, ed è in parte abbandonato dai Coloniali. All'esterno, la stazione presenta tre enormi sezioni rotanti, l'anello "superiore" è incompleto, e ha ben sette blocchi di sicurezza sul "tappo" della stazione. 
La Flotta Coloniale aveva creato questa stazione in questa posizione, consapevole che le radiazioni dell'atmosfera influenzano le reti neurali in silicio dei Cyloni. Il campo EM dell'atmosfera colpisce anche DRADIS, il targeting delle armi e la navigazione, rendendo impossibile per i Cyloni inseguire e attaccare all'interno dell'atmosfera di Ragnar. 
Ragnar non possiede armi offensive o difensive conosciute e appare permanentemente ancorato nell'atmosfera superiore di Ragnar, a indicare che la stazione non possiede motori o unità FTL.
Ragnar era il luogo di ritrovo dei coloniali civili sopravvissuti che incontrarono la Battlestar Galactica, allora nota per essere l'unica nave militare coloniale sopravvissuta. Fu da qui che iniziarono la loro fuga dai sistemi solari coloniali. Si presume che la stazione sia stata abbandonata o distrutta in seguito al recupero di Aaron Doral da parte dei Cyloni dopo la battaglia.

### Linea dell'Armistizio
La Linea dell'Armistizio demarcava i confini tra lo Spazio delle Dodici Colonie e lo Spazio dei Cyloni. Venne istituita alla fine della Prima Guerra Cylone: oltrepassarla sarebbe stato considerato un atto di guerra. Circa un anno prima dell'attacco cylone alle Colonie il Comandante William Adamo, che allora militava sulla Valkyrie, mandò sotto il comando dell'Ammiraglio Corman un caccia in missione segreta oltre la linea dell'Armistizio, per spiare i cyloni. Il pilota, chiamato "Bulldog", venne rilevato dai cyloni e Adamo preferì ucciderlo distruggendo il suo caccia piuttosto che far scoppiare una nuova guerra (Eroe).

### Stazione dell'Armistizio
La Stazione dell'Armistizio è una remota stazione spaziale costruita al termine della Guerra cylone e del successivo armistizio. La stazione doveva servire da base diplomatica, dove gli umani e i Cyloni potessero incontrarsi per mantenere le relazioni. Ogni anno, per i successivi 40 anni, le Dodici Colonie inviavano un funzionario; i Cyloni però, che erano partiti alla ricerca di un mondo che fosse solamente loro, non inviarono mai nessuno. All'incirca quarant'anni dopo la fine della guerra, i Cyloni ruppero l'armistizio e, come primo atto di guerra, distrussero la stazione.